# Bernd Karbacher
Bernd Karbacher (* 3. April 1968 in München) ist ein ehemaliger deutscher Tennisspieler.

## Karriere
Er gewann in seiner Laufbahn zwei Einzelturniere, 1992 das Turnier in Köln und 1994 die Swedish Open in Båstad. Seine höchste Weltranglistenposition war Platz 22 im Jahr 1995. Im Doppel gewann er mit Andrei Olchowski das Turnier in Schenectady. Er gehörte dem siegreichen deutschen Davis-Cup-Team um Michael Stich im Jahre 1993 als Ersatzmann an. In den Folgejahren stand er in zwei Davis-Cup-Partien für Deutschland im Einzel auf dem Platz (Match-Bilanz 1:2). Darüber hinaus wurde Karbacher im Jahre 1994 als zweiter Einzelspieler neben Michael Stich, gemeinsam mit Patrik Kühnen und Karsten Braasch Mannschafts-Weltmeister beim World Team Cup in Düsseldorf. Mit Anke Huber vertrat Karbacher 1994 Deutschland beim Hopman Cup. Sie erreichten das Finale, Karbacher gewann bis dahin alle drei Einzelpartien. Das Endspiel gegen Tschechien verloren sie mit 1:2, sowohl Huber als auch Karbacher unterlagen in ihren Einzeln.
Seine größten Erfolge waren jedoch zwei Viertelfinalteilnahmen bei Grand-Slam-Turnieren. So erreichte er 1994 nach einem Sieg gegen Ivan Lendl bei den US Open und bei den French Open 1996 nach einem Erfolg gegen Goran Ivanišević jeweils die Runde der letzten Acht. Aufsehen erregte er zudem durch seine Finalteilnahme beim ATP-Turnier in Indianapolis 1995, als er in der Vorschlussrunde Pete Sampras bezwang.
2000 beendete er seine Laufbahn als Tennisprofi. Von 2001 bis 2006 arbeitete er als Tour-Trainer, von 2005 bis 2019 war er zudem als Spielerberater tätig. Seit 2019 ist Karbacher selbsternannter Performance Coach.

## Erfolge
| Legende (Anzahl der Siege)   |
| Grand Slam                   |
| ATP World Tour Finals        |
| ATP Masters Series           |
| ATP Championship Series      |
| ATP International Series (3) |
| ATP Challenger Series (2)    |

| ATP-Titel nach Belag |
| Hartplatz (1)        |
| Sand (2)             |
| Rasen (0)            |
| Teppich (0)          |

### Einzel

#### Turniersiege

##### ATP Tour
| Nr. | Datum              | Turnier | Belag | Finalgegner     | Ergebnis  |
| --- | ------------------ | ------- | ----- | --------------- | --------- |
| 1.  | 14. September 1992 | Köln    | Sand  | Marcos Ondruska | 7:64, 6:4 |
| 2.  | 4. Juli 1994       | Båstad  | Sand  | Horst Skoff     | 6:4, 6:3  |

##### Challenger Tour
| Nr. | Datum             | Turnier  | Belag     | Finalgegner   | Ergebnis      |
| --- | ----------------- | -------- | --------- | ------------- | ------------- |
| 1.  | 15. Dezember 1991 | Hongkong | Hartplatz | Greg Rusedski | 6:2, 3:6, 6:1 |

#### Finalteilnahmen
| Nr. | Datum           | Turnier      | Belag     | Finalgegner    | Ergebnis |
| --- | --------------- | ------------ | --------- | -------------- | -------- |
| 1.  | 14. August 1995 | Indianapolis | Hartplatz | Thomas Enqvist | 4:6, 3:6 |

### Doppel

#### Turniersiege

##### ATP Tour
| Nr. | Datum           | Turnier     | Belag     | Partner          | Finalgegner              | Ergebnis      |
| --- | --------------- | ----------- | --------- | ---------------- | ------------------------ | ------------- |
| 1.  | 30. August 1993 | Schenectady | Hartplatz | Andrei Olchowski | Byron Black Brett Steven | 2:6, 7:6, 6:1 |

##### Challenger Tour
| Nr. | Datum         | Turnier | Belag | Partner             | Finalgegner                  | Ergebnis      |
| --- | ------------- | ------- | ----- | ------------------- | ---------------------------- | ------------- |
| 1.  | 14. Juni 1992 | Köln    | Sand  | Marc-Kevin Goellner | Brian Devening Murphy Jensen | 6:4, 6:7, 6:1 |